# Bahnhof Wuppertal-Varresbeck
Der Bahnhof Wuppertal-Varresbeck (kurz: Varresbecker Bahnhof) war ein Bahnhof in Wuppertal. Er befand sich an der 1879 eröffneten und in diesem Abschnitt 1999 stillgelegten „Wuppertaler Nordbahn“. Er entsprach der historischen Bahnhofsklasse II OK.

## Geschichte
Der Bahnhof wurde von der Rheinischen Eisenbahn-Gesellschaft am 15. September 1879 unter dem Namen „Sonnborn RhE“ eröffnet und 1890 in „Elberfeld-Varresbeck“ umbenannt. Später nur als „Varresbeck“ im Kursbuch notiert, wurde er in den 1950ern in „Wuppertal-Varresbeck“ umbenannt.
1896 wurde eine Zweigstrecke zum Bahnhof Wuppertal-Vohwinkel eröffnet.
Die schieferverkleidete Fachwerkkonstruktion wird als Wohngebäude genutzt und ist seit dem 10. März 1992 als Baudenkmal eingetragen.
Der Personenverkehr wurde 1991 eingestellt, der Güterverkehr 1999. Anschließend wurden beide Strecken stillgelegt.

## Heutige Nutzung
Seit Januar 2010 befindet sich das Bauwerk in Privateigentum, wobei gleichzeitig durch die neuen Eigentümer eine Restaurierung des Empfangsgebäudes gestartet wurde. So wurden alle Dächer erneuert sowie die Fenster auf der Rückseite im Erdgeschoss gemäß Denkmalschutzrichtlinie neu angefertigt und eingebaut. Das Holzwerk wurde in Elfenbein / Rotbraun neu gestrichen. Es tauchten 2010 Vorkriegsfotos auf, die belegten, dass der Bahnhof in jedem Giebel Schwebegiebel hatte. Diese wurden rekonstruiert. Ebenfalls unter Denkmalschutz steht der angrenzende Kleinlokschuppen, der in den 1930er Jahren aus Holz erbaut wurde. Er wird ebenfalls restauriert. Das an den Kleinlokschuppen angrenzende Ziegelgebäude ist älter und beherbergte seinerzeit die Gleisschmiede. Die Zufahrt mittels Lok zum Lokschuppen erfolgte über eine Kleindrehscheibe, es ist noch die runde Ziegelmauer zu sehen.
2023 wurde auf der Gleisseite ein Biergarten eröffnet.

## Siehe auch

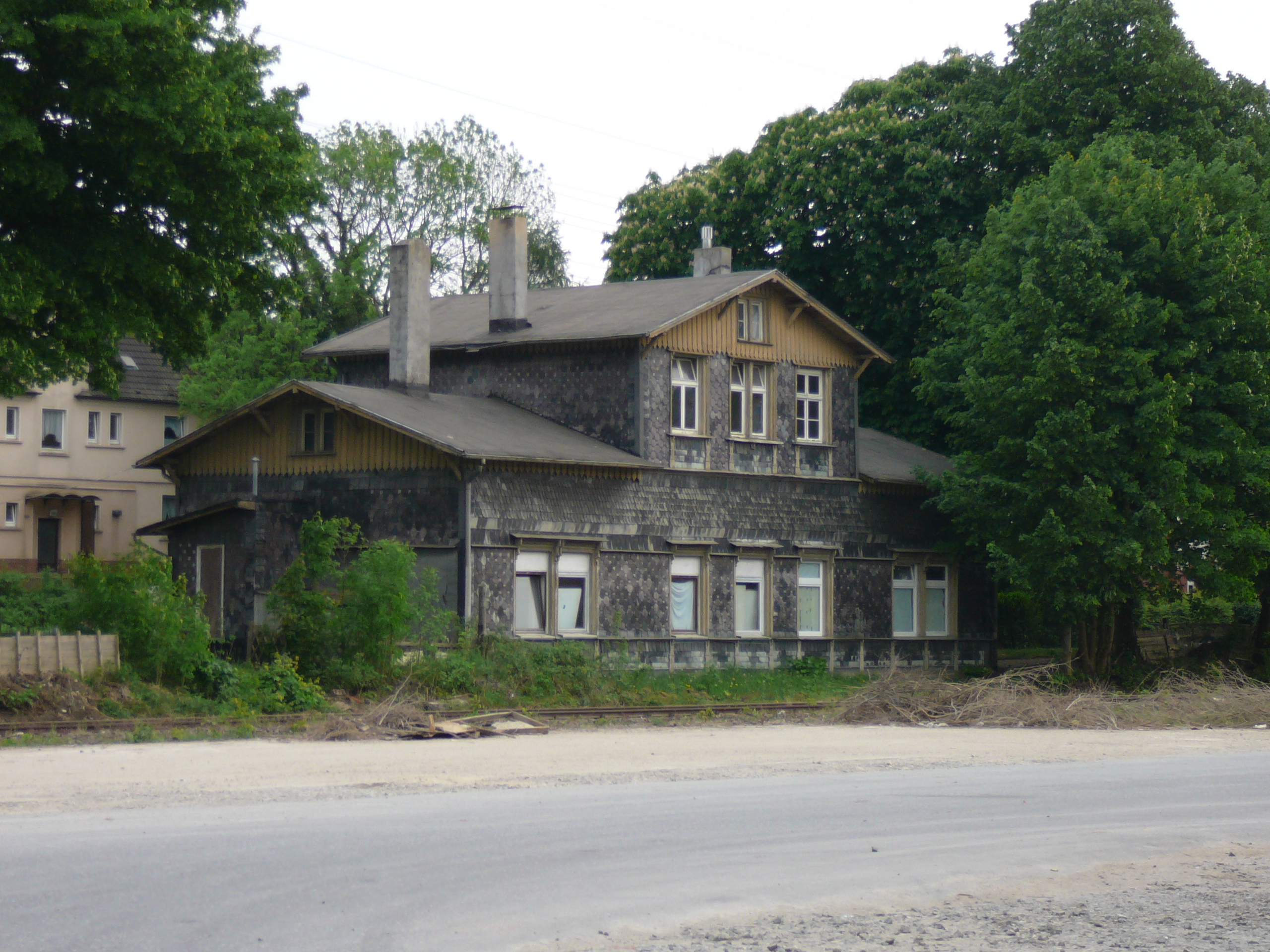
Rückseite am ehemaligen Bahnsteig